# Witold Gombrowicz
Witold Gombrowicz (pseudonym Zdzisław Niewieski; 4. srpna 1904, Małoszyce, Polsko – 24. července 1969, Vence u Nice,
Francie) byl polský romanopisec a dramatik, syn statkáře a dcery zemana. Ve svém díle se zabývá především motivem formy, ať už ve smyslu
společenských a komunikačních konvencí, které nabourává obsahem i formou svých děl, nebo - především v pozdějším díle, završeném v románu Kosmos - v abstraktnějším smyslu, jako neproniknutelné masky, za kterou se skrývá smysl okolního světa.
Pro jeho psaní je typické groteskní zkreslení světa, absurdní humor a nadsázka.

## Život

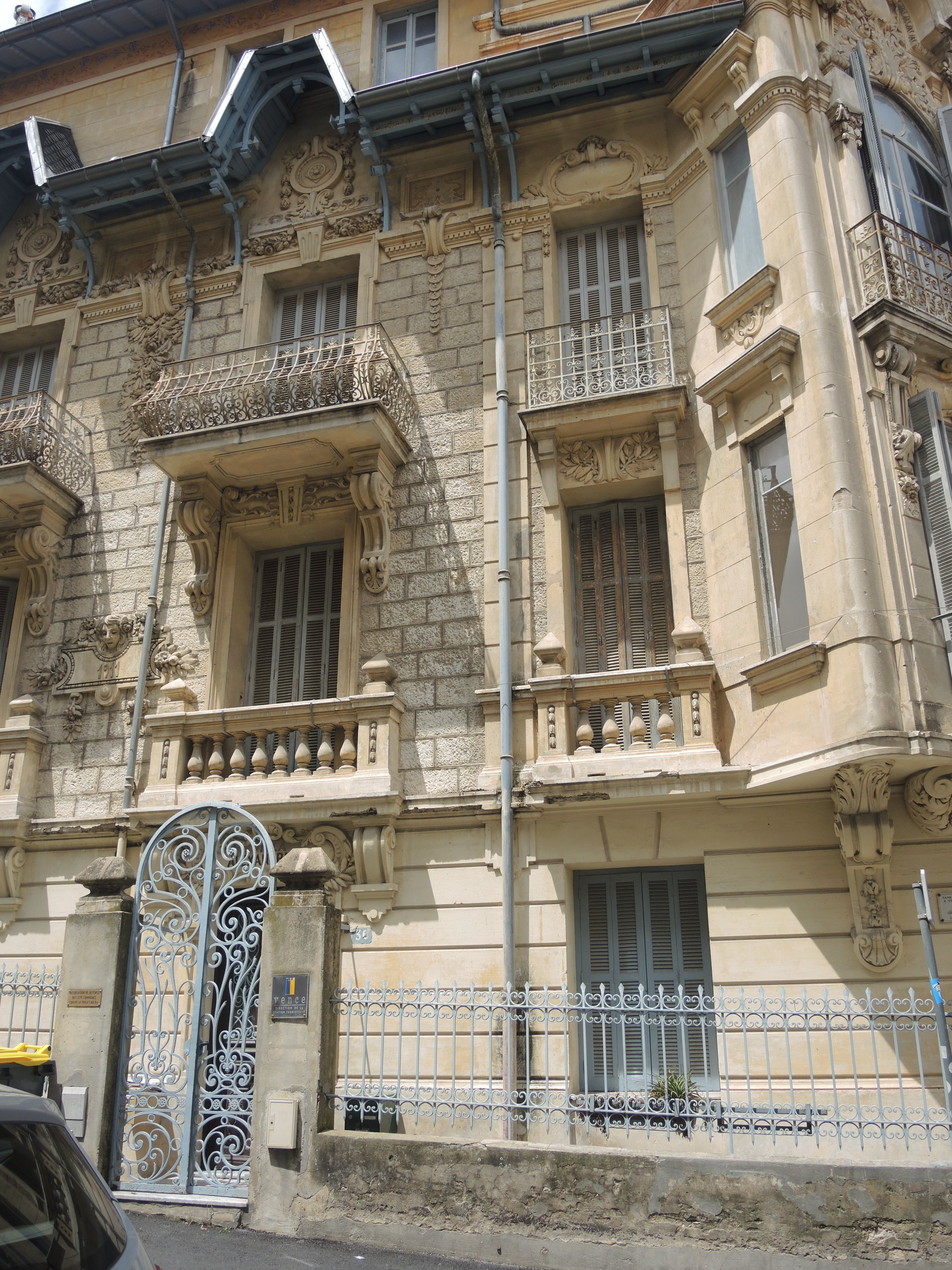
Villa Alexandrine (Place du Grand Jardin 36, Vence), v které pobýval v letech 1964-1969.

Gombrowicz se narodil v Małoszycích, na panství svého otce, a zde také strávil své časné dětství, zhruba do věku 7 let.
V roce 1911 se jeho rodina přestěhovala do Varšavy. Zde Gombrowicz vystudoval katolické Gymnázium Stanisława Kostky, na kterém v roce 1922
odmaturoval. Po dokončení střední školy se přihlásil na právnickou fakultu Varšavské univerzity, zde roku 1927 získal titul
magistra a poté odjel na rok do Paříže, kde na Institutu des Hautes Etudes Internationales studoval ekonomii a filozofii.
Po návratu nastoupil jako koncipient u varšavského soudu.
V roce 1933 vyšla jeho první kniha, soubor povídek Zápisky z doby dozrávání, a Gombrowicz se postupně začíná naplno věnovat literatuře.
Většího ohlasu se dostává jeho prvnímu románu Ferdydurke z roku 1937. Ačkoliv v literárním světě mu přinesl jisté uznání, větší čtenářský, a tím pádem ani finanční úspěch se nedostavil.
Také proto Gombrowicz píše pod pseudonymem Zdzisław Niewieski detektivní román na pokračování Posedlí, který s úspěchem vychází ve dvou polských novinách a zajistí mu krom jiného i finanční
hotovost. V srpnu roku 1939 Gombrowicz nasedá na zámořský parník Chrobry a cestuje do Argentiny. Původně zřejmě hodlal z cesty vytěžit především zajímavou reportáž - po příjezdu
do Buenos Aires jej však zastihne zpráva o vypuknutí 2. světové války, a spisovatel se tedy rozhodne zůstat v zámoří.
Protože po válce se v rodném Polsku dostávají k moci komunisté, Argentina je Gombrowiczovým domovem až do roku 1963.

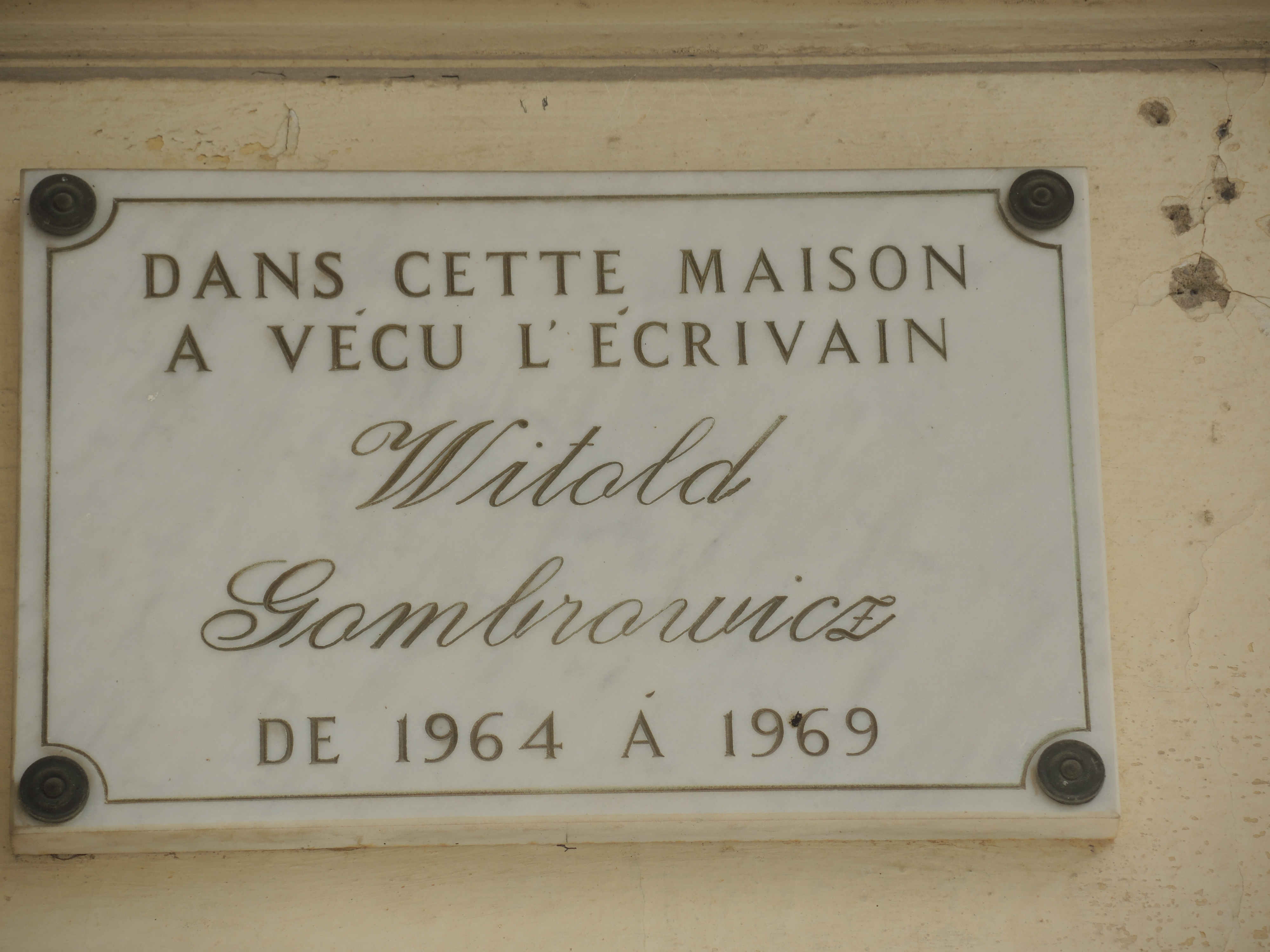
Pamětní deska na Ville Alexandrine (Vence)

V Argentině také vzniká řada Gombrowiczových románů, jako například zkušeností emigrace inspirovaný Trans-Atlantik, dále Pornografie.
Jeho situace v emigraci je především zpočátku značně komplikovaná, nedostává se mu prostředků, žije díky podpoře přátel, pracuje jako archivář a přispívá do místních periodik.
Teprve koncem 40. let se situace obrací k lepšímu. V roce 1947 nastupuje do stálého zaměstnání jako úředník v Banco Polaco a vychází první překlad jeho knihy - román Ferdydurke je přeložen do španělštiny.
Od roku 1951 pravidelně spolupracuje s polským exilovým časopisem Kultura, který vychází v Paříži - časopis na pokračování uveřejňuje jeho
Deníky a ve Francii pak také vychází řada jeho děl.
Širší literární uznání se začíná na přelomu 50. a 60. let. V letech 1958-1959 může díky politickému uvolnění v Polsku vyjít většina jeho děl, roku 1961 pak Gombrowicz získává cenu časopisu Kultura a v roce 1963
stipendium od Ford Foundation na roční pobyt v Berlíně. Zde Gombrowicz zůstává až do roku 1964.
Poté odjíždí do Paříže a posléze do jihofrancouzského Vence (městečko nedaleko Nice), kde žije až do své smrti.
Ještě za svého života, v roce 1967, získal Mezinárodní cenu nakladatelů.
Witold Gombrowicz zemřel v noci z 24. na 25. července 1969, proto se někdy údaje o jeho úmrtí rozcházejí. Je pochován ve Vence, a to na hřbitově 'Cimetière de Vence Route de Saint-Paul'.

## Dílo
Jeho dílo se vyznačuje nesmlouvavou satirou a groteskně deformovaným pohledem na svět, jeho tvorbě je vlastní nelítostný humor a určitý druh "rošťáctví", který karikuje vyprázdněné stereotypy. Především ve svých raných dílech (Bakakaj, Ferdydurke) motivizuje nezralost jako protiklad ke zkostnatělé a formalizované společnosti. Dá se říct, že forma jako taková je jeho stěžejním motivem. Nezřídka se v jeho podání jedná o značnou moc, která prostřednictvím slov, gest a asociací nabývá vlády nad obsahem. Jeho postavy získávají moc nad ostatními, i nad samotným příběhem, jestliže dokáží ovládnout formu.
Například ve Ferdydurke nasazuje učitel hrdinovi zadničku - neboli podává interpretaci jeho nezralosti a díky této interpretaci nad ním získává moc. Velkou roli hrají zdánlivé detaily, skrze něž se poté interpretuje vše ostatní (chvějící se ručník v Posedlých, visící vrabec v Kosmu a další). Zvláště tam, kde není obsah, může forma snadno nabýt vrchu. V pozdějších dílech (Kosmos) nabývá tento přístup až podoby jakéhosi magického rituálu, kdy se postavy pomocí určitých formálních podobností snaží najít klíč ke smyslu okolního světa.
"Zřejmě není dobře mluvit, je-li dosah slov nepředvídatelný a hranice snu neurčitá..." - píše Gombrowicz v povídce Události na brize Banbury ze sbírky Bakakaj.
I jediné neopatrné slovo, pohled či gesto může mít v jeho příbězích nedozírný dopad, pokud vtrhne na území, které není naplněno smysluplným obsahem.

## Seznam děl
Seznam vydaných publikací od roku 1933:
- Zápisník z doby dozrávání (Pamiętnik z okresu dojrzewania, povídky z let 1928-1932, Varšava 1933, později rozšířeno v Bakakaj, 1957)
- Ferdydurke (Ferdydurke, román, Varšava 1937; do češtiny přel. Helena Stachová, Torst, Praha 1997)
- Yvona, princezna burgundánská (Iwona, księżnicka Burgunda, drama, časopisecky Varšava 1938, knižně 1958; česky v Divadlo 1969, č. 4, přel. Jaroslav Simonides)
- Posedlí (Opętani, detektivní román, na pokračování v novinách Dobry Wieczór! - Kurier Codzienny a Express Poranny a posléze Kurier Czerwony 1939, pod pseudonymem Zdisław Niewieski, část knižně Paříž 1973, vcelku Varšava 1990; do češtiny přel. Helena Stachová, Argo, Praha 2008)
- Svatba (Ślub, drama, Paříž 1953; česky Praha, DILIA1981, přeložila Irena Lexová)
- Trans-Atlantik (Trans-Atlantyk, román, Paříž 1953; do češtiny přel. Helena Stachová, Revolver Revue, Praha 2007)
- Bakakaj (Bakakaj, sbírka povídek, Krakov 1957; do češtiny přel. Helena Stachová, Academia, Praha 2004)
- Deník I. (Dziennik 1953–1956, Paříž 1957; do češtiny přel. Helena Stachová, Torst, Praha 1994)
- Pornografie (Pornografia, román, Paříž 1957; do češtiny přel. Helena Stachová, Torst, Praha 1997)
- Deník II. (Dziennik 1957–1961, Paříž 1962; do češtiny přel. Helena Stachová, Torst, Praha 1994)
- Kosmos (Kosmos, román, Paříž 1965; do češtiny přel. Erich Sojka, Argo, Praha 2007)
- Deník III. (Dziennik 1961–1966, Paříž 1966; do češtiny přel. Helena Stachová, Torst, Praha 1994)
- Opereta (Operetka, drama, Paříž 1966; česky Praha, DILIA 1979, přeložil Jaroslav Simonides)
- Testament - Hovory s Dominiquem de Roux (Entretiens avec Gombrowicz, Paříž 1968, Rozmowy z Gombrowiczem, Paříž 1969, knižní rozhovor s Dominquem de Reux, pod názvem Testament - Entretiens avec Domique de Roux Paříž 1977; do češtiny přel. z polštiny Helena Stachová, Revolver Revue, Praha 2004)
- Kurs filosofie v šesti hodinách a patnácti minutách (Cours de pholosophie en six heures un quart, Paríž 1995), do češtiny prel. Čestmír Pelikán, Revolver Revue, Praha 2010.
- Vzpomínky na Polsko (Wspomnienia polskie. Wędrówki po Argentynie v Dzieła zebrane, Paříž 1977)
- Kronos (Kronos, "intimní deník", Krakov 2013; do češtiny přel. Petr Vidlák, Torst, Praha 2016)

Další výbory v češtině:
- Vzpomínky na Polsko (Vzpomínky na Polsko a eseje Huba a tvář a Rozhlasová diskuse, která se neuskutečnila; přeložila Iveta Mikešová, Periplum, 2001)
- Naše erotické drama (výbor novinových článků z 40. let; přeložila Helena Stachová, Revolver Revue, Praha 2008)

## Filmové adaptace
- Ferdydurke (30 Door Key) (Francie, Polsko, Velká Británie, 1991, v polském znění) Režie: Jerzy Skolimowski; scénář: Joseph Kay, John Yorick, Jerzy Skolimowski; kamera: Witold Adamek; hudba: Stanisław Syrewicz, hrají: Iain Glen, Robert Stephens, Crispin Glover, Marek Probosz, Artur Żmijewski, Judith Godrèche, Beata Tyszkiewicz, Dorota Stalińska, Jan Peszek, Tadeusz Łomnicki, Jerzy Skolimowski, Fabienne Babe a další, produkce: Thirty Door Key Ltd & Cinema, Million Frames, Jerzy Skolimowski.
- Pornografie (Polsko, Francie, 2003, v polském znění) režie: Jan Jakub Kolski; scénář: Jan Jakub Kolski, Gerard Brach, Luc Bondy; kamera: Krzysztof Ptak; hudba: Zygmunt Konieczny; hrají: Krzysztof Majchrzak, Adam Ferency, Krzysztof Globisz, Grażyna Błęcka-Kolska, Grzegorz Damięcki, Jan Frycz, Irena Laskowska, Sandra Samos, Anna Baniowska, Kazimierz Mazur, Jan Urbański; produkce: Heritage Films, MACT Production.
- Cosmos (Francie, 2015, ve francouzském znění) Režie: Andrzej Żuławski; scénář: Andrzej Żuławski; kamera: André Szankowski; hudba: Andrzej Korzyński, hrají: Sabine Azéma, Victória Guerra, Ricardo Pereira, Andy Gillet, Johan Libéreau, Jean-François Balmer, Clémentine Pons, Jonathan Genet, António Simão, Agnieszka Findysz a další, produkce: Paulo Branco.

## Divadelní adaptace
- Kosmos (Národní divadlo, Nová scéna) Režie: Ivan Buraj, adaptace: Jan Kačena, Ivan Buraj.

## Fotogalerie

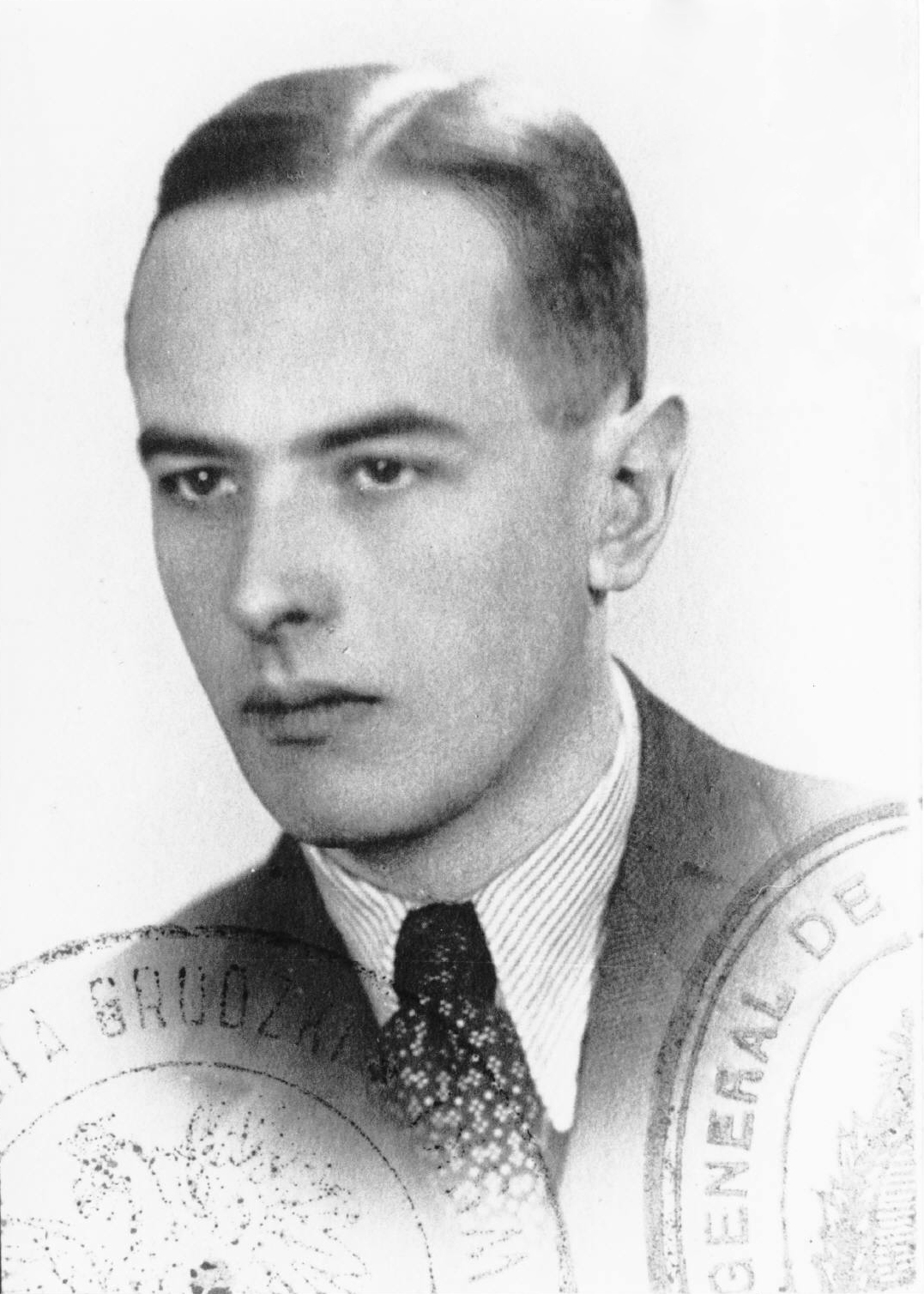
Fotografie z pasu Witolda Gombrowicze
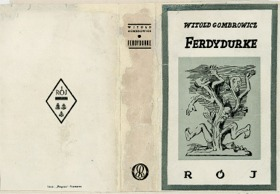
Gombrowicz, W. 'Ferdydurke'. (Rój)
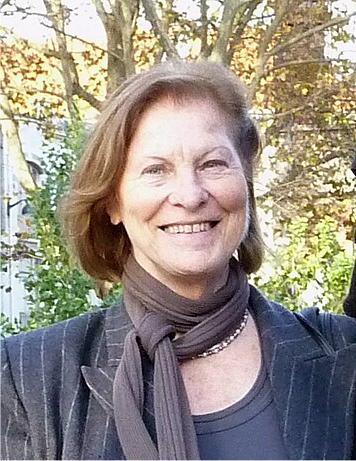
Rita Gombrowicz (* 1935; roz. Labrosse), jeho manželka
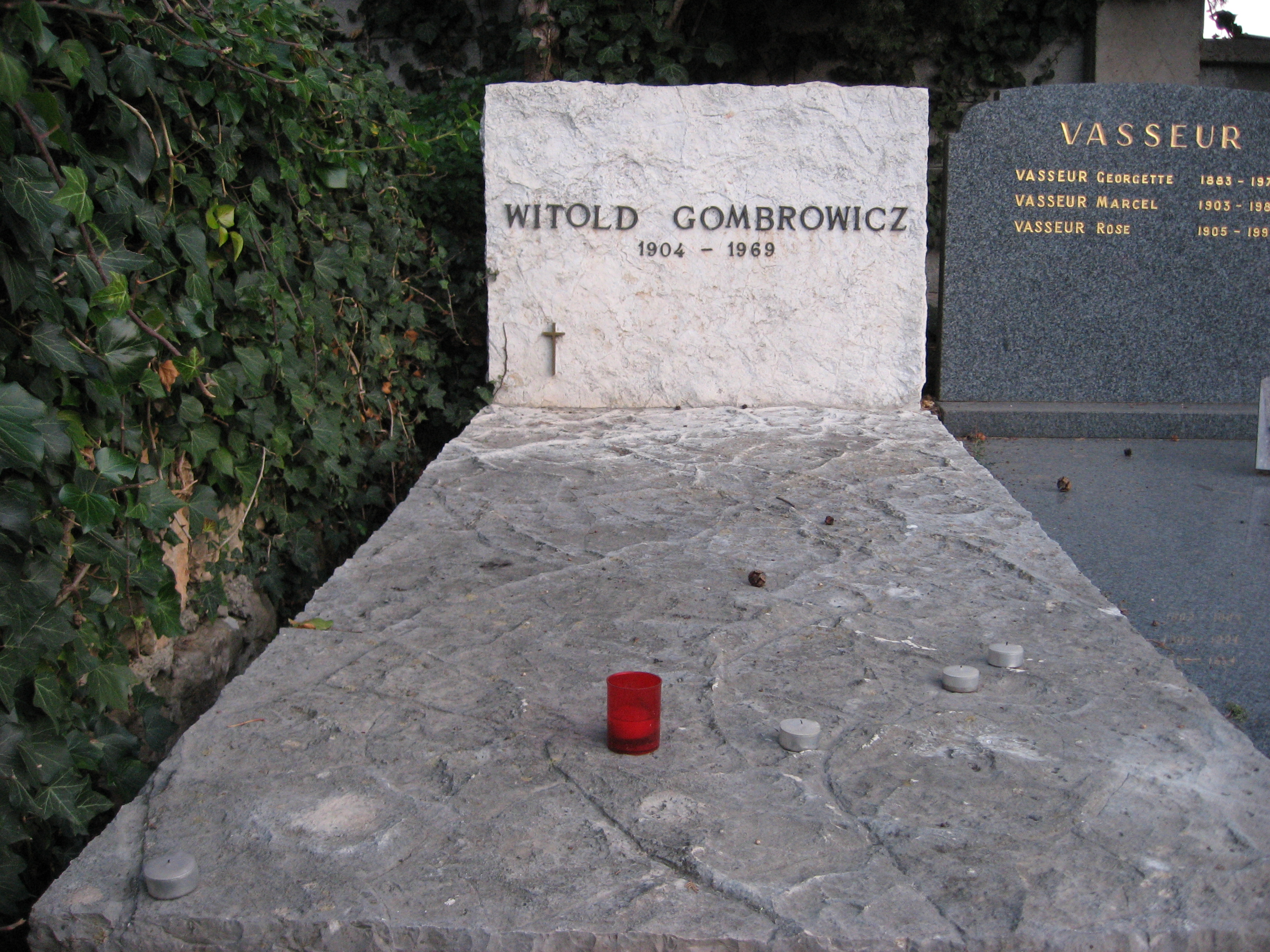
Hrob W. Gombrowicze ve Vence (Francie)
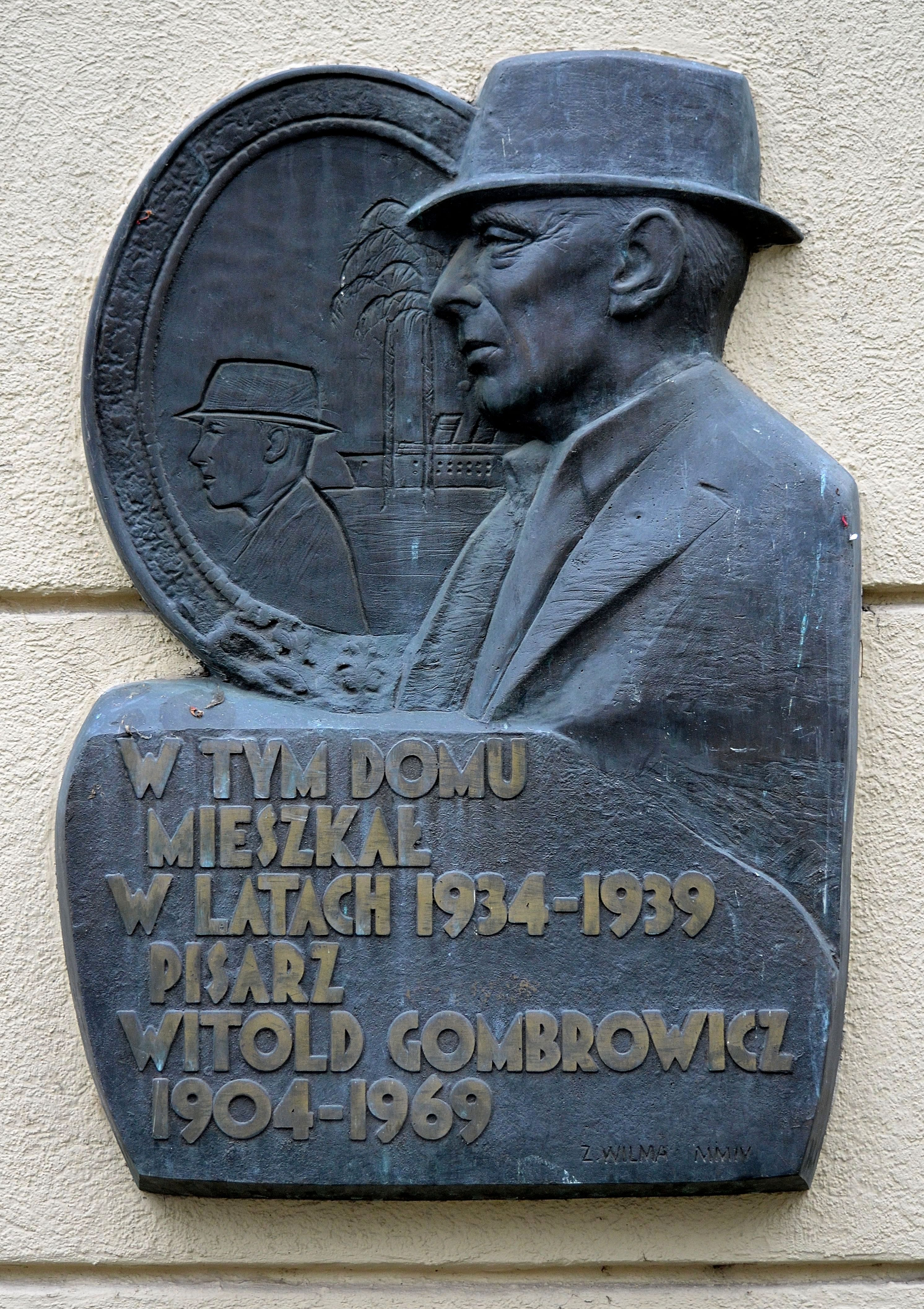
Pamětní deska ve Varšavě (ul. Chocimska 35)
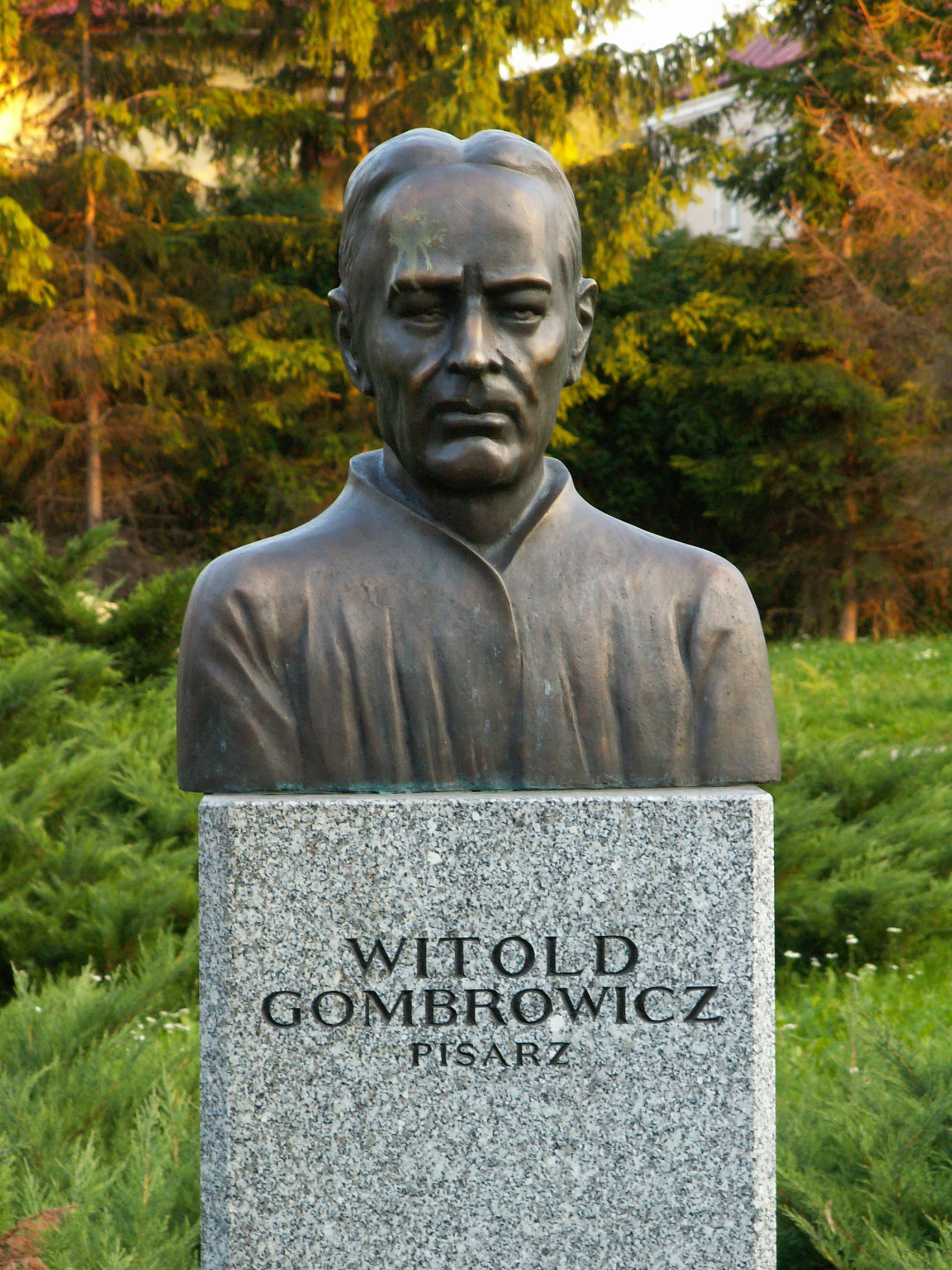
Busta Witolda Gombrowicze v Kielce (Polsko)
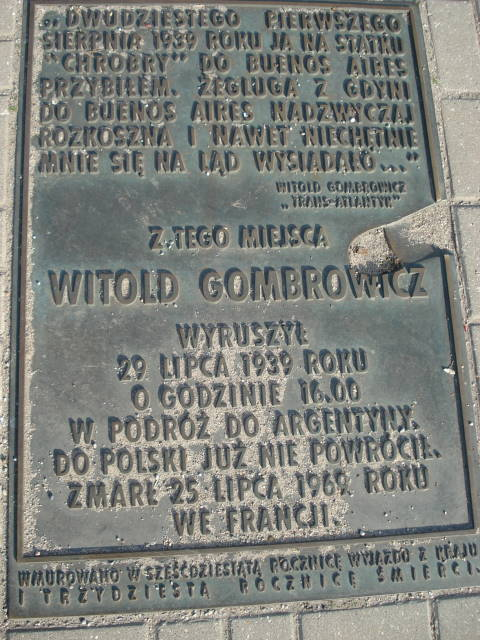
Pamětní deska na chodníku v přístavu (Gdyně)